# バレンタインデー
バレンタインデー（英: Valentine's Day)(アラビア語:عيد الحب)、または聖バレンタインデー（バレンタインデー）・セイントバレンタインデー（英: St. Valentine's Day）は、キリスト教圏の祝日。主に欧米で、毎年2月14日に行われる。家族や親友と祝う日。
元々269年にローマ皇帝の迫害下で殉教した「聖ウァレンティヌス（聖ヴァレンティーノ、テルニのバレンタイン）に由来する記念日」だと、主に西方教会のウァレンティヌスへの崇敬が広がる地域において伝えられてきた。
この日は、キリスト教圏では一般的に家族に贈り物をすることが、習わしとなっている。
非キリスト教圏である日本においては伝統的に「男性が女性からチョコレートを貰う日」とされてきた。一方それに対して国内で批判や不満もあり、日本におけるバレンタインデーの様相も変わりつつある。
日本や中国大陸、台湾、韓国では、バレンタインデーに派生して「ホワイトデー（英: White Day）」が存在する。

## 起源

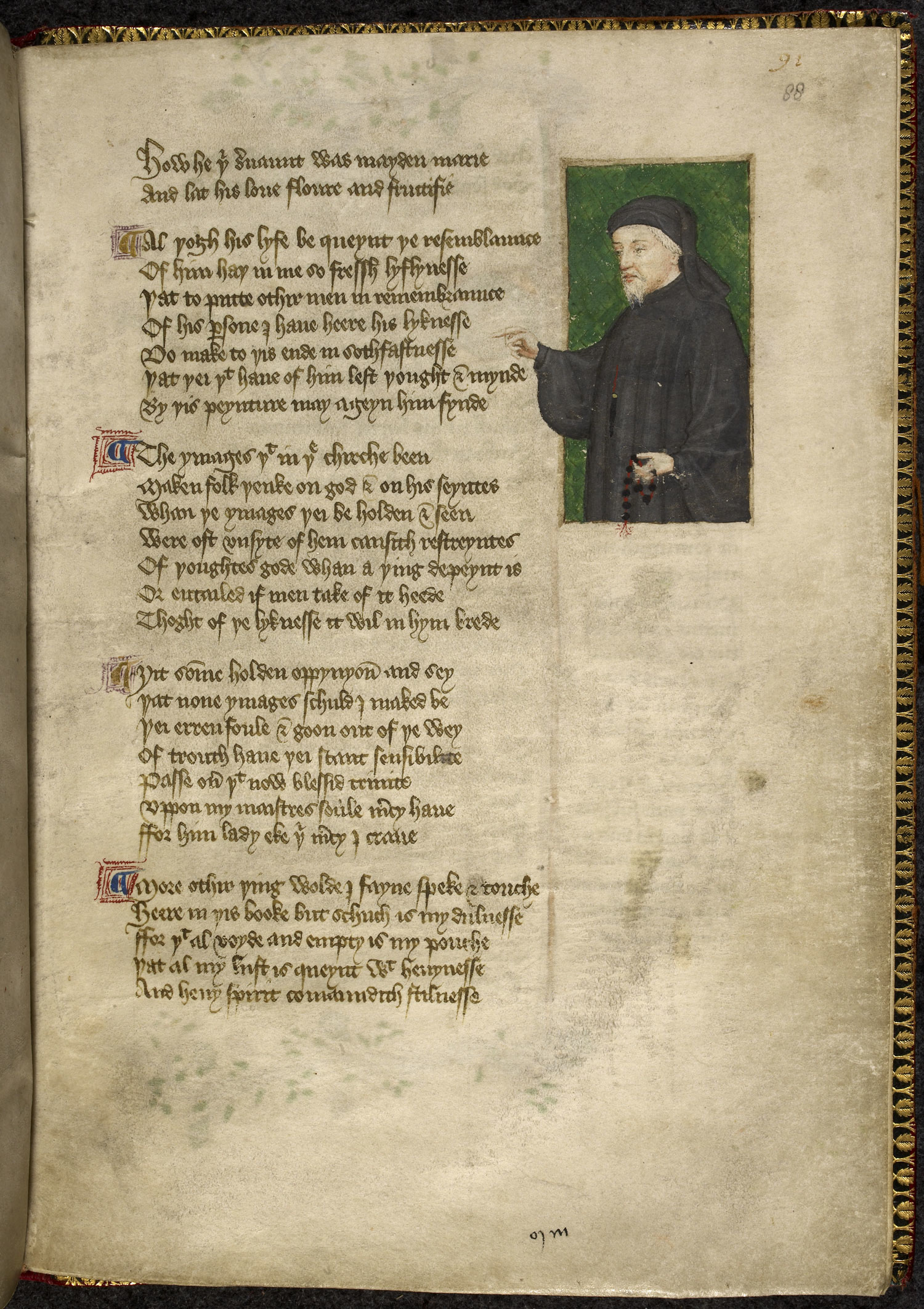
ジェフリー・チョーサーの肖像（1412年）。バレンタインデーとロマンスを関連づけている文書で、現在のところ最古のものと見なされているのは、チョーサーの「Parliament of Foules」である。

バレンタインデーの起源は諸説あり、歴史家たちはさまざまな議論を重ねている。

### ローマ帝国発祥説
バレンタインデーの歴史は、ローマ帝国の時代にさかのぼるとされる。 
当時、ローマでは、2月14日は女神ユーノーの祝日だった。ユーノーはすべての神々の女王であり、家庭と結婚の神でもある。翌2月15日は、豊年を祈願する（清めの祭りでもある）ルペルカーリア祭の始まる日であった。当時若い男たちと女たちは生活が別だった。祭りの前日、女たちは紙に名前を書いた札を桶の中に入れることになっていた。翌日、男たちは桶から札を1枚ひいて、ひいた男と札の名の女は、祭りの間パートナーとして一緒にいることと定められていた。そして多くのパートナーたちはそのまま恋に落ち、そして結婚した。
ローマ帝国皇帝クラウディウス・ゴティクスが、愛する人を故郷に残した兵士がいると士気が下がるという理由で、兵士たちの婚姻を禁止したと言われている。キリスト教の司祭だったウァレンティヌス（バレンタイン）は、婚姻を禁止されて嘆き悲しむ兵士たちを憐れみ、彼らのために内緒で結婚式を行っていたが、やがてその噂が皇帝の耳に入り、怒った皇帝は二度とそのような行為をしないようウァレンティヌスに命令した。しかし、ウァレンティヌスは毅然として皇帝の命令に屈しなかったため、最終的に彼は処刑されたとされる。彼の処刑の日は、ユーノーの祭日であり、ルペルカリア祭の前日である2月14日があえて選ばれた。ウァレンティヌスはルペルカリア祭に捧げる生贄とされたという。このためキリスト教徒にとっても、この日は祭日となり、恋人たちの日となったというのが一般論である。

### 異説・異論
上述の逸話には歴史的背景の説明が必要である。
初期のローマ教会は、当時の祭事から異教の要素を排除しようと努力した跡がみられる。ルペルカリア祭は排除すべきだが、ただ禁止しても反発を招くだけであったため、教会にはこの祭りに何かキリスト教に由来する理由をつける必要があった。そこで兵士の結婚のために殉教したとされるバレンタイン司教の助けを借りることにしたと考えられる。こうしてキリスト教以前からあったルペルカリア祭は、バレンタイン由来の祭りであると解釈を変更され、祭りはその後も続いた。前述のくじ引きでパートナーを選ぶ話も、ローマの宗教行事は野蛮であるという印象を与えるために初期キリスト教会によって創作されたものである可能性がある。

### カトリック教会における祝日の扱い
カトリック教会においては、第2バチカン公会議後の典礼改革で、史実の上で実在が明らかでない聖人たちが典礼暦から整理された際に、2月14日のウァレンティヌスの記念日が取り除かれた。このため現在では公式には祝日として祝われていない。事実、聖バレンタインに関する伝説は複数あり、ローマ殉教録によると、この日に同名の司教が殉教している。複数の伝説や奇跡などが重なり、細部が異なって伝えられているとされる。

### シェイクスピア
ウィリアム・シェイクスピアの戯曲『ジュリアス・シーザー』の冒頭（第1幕第2場）にルペルカリア祭の場面がある。ここでシーザーは占い師から「3月15日に気を付けろ」という不吉な警告を受けることになる。

### 歴史
1797年にあるイギリスの出版所が『青年のバレンタインライター』という本を出版した。その本には若い恋人が使うことのできる多くの感傷的な詩が纏められた。印刷会社は詩とスケッチを含む数の限られた絵葉書を印刷するようになった。そして、1835年に英国では6万通のバレンタイン・カードが郵送された。1840年に郵便切手が発明され、ローランド・ヒル卿の郵便改革も開始されたため、郵便料金が引き下げられ、郵送されるバレンタイン・カードの数が増加した。一応、切手の発明のわずか1年後に40万通が郵送され、個人性にちょっと欠けていてもより簡単なバレンタイン・カードの送付習慣になった。これにより、匿名のカードの交換が初めて可能になり、それは、極端に潔癖で堅いヴィクトリア朝時代にも色っぽい意味をそそる詩が突然出現したことの理由となったと考えられる。
19世紀以降、手書きの記事は大量のグリーティングカードに代わった。19世紀半ばのバレンタイン・デーの商売は、さらに米国で商業化された祝日の前兆となった。1868年に英国のチョコレート会社「キャドバリー」は、バレンタイン・デーのために、装飾の施されたハート型の「ファンシー ボックス」というチョコレートの入っている箱を発売した。詰め物をしたチョコレートが入った箱は、すぐに休日を連想させるようになった。20世紀後半には、カード交換だけでなく、宝石などあらゆる贈答品の交換も行われるようになった。
米国でのバレンタイン・カードの平均支出は、2010年の1人あたり108ドルから2013年の131ドルになるまで毎年増加していた。ミレニアムとミレニアムとの変わり目にインターネットの人気さが上がってきて、新しい伝統が生まれた。毎年、何百万人もの人々がデジタルツールによりバレンタイン・デーの挨拶メッセージを作成して送信したりする。バレンタイン・デーは商業化されてきたため、独特の休日であると考える人もいる。現代では、ルーテル教会と英国教会において、結婚の誓いを更新する義務的でない儀式を含むバレンタイン・デーの礼拝も行われている。

## 世界各国における状況
多くの国で恋人や家族などと愛を祝う日になっている。

### 日本

#### 沿革
日本では、1958年（昭和33年）ごろから流行した。ただし、その内容は日本独自の発展を遂げたものとなっている。
戦前に来日した外国人によって一部行われ、第二次世界大戦後まもなく、流通業界や製菓業界によって販売促進のために普及が試みられたが、日本社会に定着したのは、1970年代後半であった。
元々は男女関係なくチョコレートを贈ると広告されていたが、毎年2月に売り上げが落ちることに頭をかかえていた菓子店主が企画を発案したと云われている。「女性が男性に対して、親愛の情を込めてチョコレートを贈与する」という「日本型バレンタインデー」の様式が成立したのもこのころであった。文化的に日本の男性は女性にプレゼントをする習慣があまりなかったため定着しなかったので、女性から男性に贈るというキャッチコピーに変えると徐々に流行りだした。菓子店の企画と広告、キャッチコピー、宣伝方法、百貨店とのタッグなどによる商戦の成功であったといわれている。なお、バレンタインデーにチョコレートを渡すのがいいのではと最初に考案して実践したのは、一説に大田区の製菓会社メリーチョコレートカムパニーの原邦生であるとされる。原はその時「一年に一度、女性から愛を打ち明けていい日」というキャッチコピーをつけたといわれている。口コミで広がり、マスコミも報道した。また原は著書の中で「1958年、当時学生だった私に、パリ在住の商社マンの先輩から寒中見舞いが届いた。そのハガキには「こちら（パリ）にはチョコレートや花、カードなどを贈り合う”バレンタイン”という習慣があります」と書かれていた。早とちりなところのある私は、その文章の「チョコレート」の部分だけに目がいってしまい、うっかり「ヨーロッパは女性が好きな男性にチョコレートを贈る」といった意味に取り違えてしまったのである。」と記している。
また、ウーマンリブ運動や主な買い物客が女性であるという説も存在する。

原邦生が行ったとされるイベントは1958年（昭和33年）であるのに対し、神戸のモロゾフ製菓（現・モロゾフ）が20年以上前の1936年（昭和11年）2月12日に外国人向け英字新聞『ザ・ジャパン・アドバタイザー (The Japan Advertiser) 』に、「あなたのバレンタイン（＝愛しい方）にチョコレートを贈りましょう」というコピーの広告を既に掲載しており、モロゾフ製菓がバレンタインチョコを最初に考案した仕掛け人であるとされる説が最有力である。
そして日本チョコレート・ココア協会によると、1992年（平成4年）に聖バレンタイン殉教の地イタリアのテルニ市から神戸市に愛の像が送られており、その理由は、「神戸が日本のバレンタインデー発祥の地と、分かったから」との事である。
- バレンタインチョコの例
- バレンタインチョコの例（2011年2月14日撮影）
- バラの花
- 神戸市に贈られ神戸布引ハーブ園に設置された「愛の像」（アウレリオ・デ・フェリーチェ（英語版）作）

#### 特徴
日本では、女性がアプローチしたい意中の男性に愛情の告白として本命チョコを贈る習慣がある。
西欧・米国でも、恋人やお世話になった人に『チョコレート』を贈ることはあるが、決してチョコレートに限定されているわけではなく、またバレンタインデーに限ったことでもない。女性から男性へ贈るのが殆どという点と、贈る物の多くが『チョコレートに限定されている』という点は、日本のバレンタインデーの大きな特徴である。しかし2017年には、本命チョコにこだわらず、クッキーやケーキ、マフラーなどを贈る人もいた。
また、「恋人までは行かないが、友人として」贈る「義理チョコ」、同性（主に女性）間で贈り合ったりする「友チョコ」、男性が女性に渡す「逆チョコ」、自分で買って食べる「自己チョコ」、男性が男友達に送り合ったりする「強敵（友）チョコ」というものも見られる。
「日本型バレンタインデー」の特徴を整理すると、以下の3点となる。
- 贈答品にチョコレートが重視される点。
- 女性から男性へ一方通行的贈答である点。
- （女性の）愛情表明の機会だと認識されている点。

このほか、職場における贈答習慣が強い点や、キリスト教との直接的関連はほとんど意識されていない点も日本型バレンタインデーの特徴である。

#### 起源と紆余曲折
日本でのバレンタインデーとチョコレートとの歴史の起源については、以下のようなものがあるが、判然としていない。
神戸モロゾフ製菓（現在のモロゾフ）説
東京で発行されていた英字新聞『ジャパン・アドバタイザー』1936年2月12日付けに同社が広告を掲載したことを重視するものである。「あなたのバレンタイン（=愛しい方）にチョコレートを贈りましょう」というコピーの広告であった。確認されている最も古い“バレンタインデーにはチョコを”の広告である。ロシア革命を避けて日本に逃れてモロゾフで菓子職人になっていたバレンタイン・F・モロゾフは、日本に高級チョコレートを流行らせようとしていた。
なお、モロゾフの本店があった最寄り駅の御影駅南側の広場は2013年に「バレンタイン広場」として整備されており、聖バレンタインゆかりの地とされるテルニ市からの「お墨付き」を得ている。
メリーチョコレートカムパニー & 伊勢丹説
同社が1958年2月に伊勢丹新宿本店で「バレンタインセール」というキャンペーンを行ったことを重視する説である。
森永製菓説、伊勢丹説
1960年より森永製菓が「愛する人にチョコレートを贈りましょう」と新聞広告を出し、さらに伊勢丹が1965年にバレンタインデーのフェアを開催し、これがバレンタインデー普及の契機となったとする説がある。
しかし、「バレンタインデー」の文字がある広告は、1956年の西武百貨店、松屋の新聞広告、1959年の松坂屋の新聞広告に掲載されており、デパート業界では伊勢丹が最初というわけではない。
プラザ説
ソニー創業者の盛田昭夫は、1968年に自社の関連輸入雑貨専門店ソニープラザがチョコレートを贈ることを流行させようと試みたことをもって「日本のバレンタインデーはうちが作った」としている。
ただいずれにしても、すぐに大きな反響があったわけではなく、商品もあまり売れなかったようである。各種の説があるが、バレンタインデーが日本社会に普及したあとに、自社宣伝のために主張されたために誇張も含まれると思われる。
総じて昭和30年代には、「バレンタインデーの贈答品はチョコレート」とする意識はまだなかった。当時のバレンタインデーの新聞広告によると、購入を勧める贈答品にチョコレートは登場しなかった。森永製菓の広告ですら、チョコレートは贈答品のおまけとして位置付けられていた。バレンタインデーの起源の一つとされる1960年の森永製菓の新聞広告には、「チョコレートを贈る日」ではなく、「チョコレートを添えて（手紙などを）贈る日」として書かれていた。バレンタインデーに贈答品を贈るのは誰かという点でも女性に限定されていなかった。
ただ「愛の日」という点は強調されていた。それはつまり夫婦の日であって、当時の社会通念に照らせば、見合いによる結婚を前提とした付き合い、恋愛結婚は社会的少数者で、しかも結婚を前提としない恋愛と、未婚の未成年者（19歳以下）は想定外であった。しかし、そのような製造販売業者の思惑が続く間は、チョコレートの売り上げは大きく伸びなかった。

#### 日本社会への定着と展開
デパート各店がバレンタインデー普及に努めていたが、なかなか定着せず、1968年をピークに客足は減少し、「日本での定着は難しい」との見方もあった。しかし、オイルショック（1973年）に見舞われ、高度経済成長が終焉した1970年代前半頃になると、チョコレートの売上が急増した。オイルショックによる不況にあえいでいた小売業界がより積極的にマーケティングを行ったとされ、1970年代は日本の資本主義がほぼ完成し、成熟した消費社会になった時期とも重なる。バレンタインデーにチョコレートを贈るというのは、小学校高学年から高校生までの学生層から広まったという。1980年代後半頃には夫や父親、義父に贈る主婦層にも普及した。また人気アイドルやスポーツ選手、さらにはゲームの開発部署やキャラクター宛にチョコレートが贈られるケースもあり、のちにこのような行為は「推しチョコ」と呼ばれるようになった。贈られたチョコレートがフードバンクへ寄付されたケースもあった。
前節で述べたように、当初は贈答品はチョコレートに限られておらず、誰とも交際していない女子から意中の男子へという形でもなかった。バレンタインデー普及には商業活動が一役買ったことは間違いないが、日本社会に受け入れられやすかった要素とそうでなかった要素があることが指摘されている。現在、一般に「バレンタインデーはチョコレート業界の陰謀」と認識されていることとは裏腹に、バレンタインデー定着の過程には、小学校高学年から高校生の主導的な選択があったことが指摘されている。

#### 義理チョコとホワイトデー
1970年代後半頃に、女子が男子に親愛の情を込めて本命チョコを贈るという「日本型バレンタインデー」が、日本の社会に定着すると、さらに日本独自の習慣が登場した。1980年前半に登場したホワイトデーと義理チョコである。ホワイトデーの起源については、福岡県の和菓子屋・石村萬盛堂のキャンペーンと、全国飴菓子工業協同組合の構想が注目されている。1977年に石村萬盛堂は、バレンタインデーの返礼としてマシュマロデーを開始した。これは社長が女性雑誌の投稿欄を見て思いついたものだという。1979年には他の菓子店と協同で「ホワイトデー」という名称を用いたとされる。
一方、全国飴菓子工業協同組合の主張によると、1978年6月の組合の総会で、「ホワイトデーキャンペーン」の実施が決定され、1980年に第1回「愛にこたえるホワイトデー」キャンペーンが行われたという。そして2回目の1981年には「好きな女の子にキャンディをあげる」という趣向に変わった。

#### 20世紀終盤から2000年代以降
日本のチョコレートの年間消費量の2割程度が、2月14日に消費されると言われるほどの国民的行事となっており、2000年代以降は後述のように多様化している。
女性が男性にチョコレートを贈ると同時に愛の告白をするといった主要目的以外にも、すでに交際中の恋人や、結婚している夫妻、子供同士でも行われるようになり、憧れの男性・女性に贈るケースや、上司や同僚、ただの友人などの恋愛感情を伴わない相手にもチョコレートを贈る「義理チョコ」という習慣が定着しているが、義理チョコは1990年代後半以降衰退傾向にあり、2000年代後半から2010年代前半においてもその傾向は継続している。
また、女性が女性へチョコレートを贈る「友チョコ」の動きが2000年代初旬より広まってきてバレンタイン市場・商戦を支える存在となっており、特に2000年代後半以降、友チョコの市場規模は拡大傾向となっている。
バレンタインデーにおけるチョコの売上停滞に危機感を抱いた関連業界の企業において、友チョコを重視したキャンペーンを行ったり、男性が女性にチョコレートを贈る「逆チョコ」といった様々な展開で消費活性化を図っている。逆チョコは特に森永製菓が積極的に展開しており、1960年と同じく2000年代後半以降も大々的なキャンペーンを行っていて、逆チョコ仕様の「逆ダース」を期間限定発売するなど力を入れている。この時期はチョコレート販売店舗で特設会場が設けられたり、商品の種類が多様化するため、その試食を目当てにしたり、輸入品や高級品のように店頭在庫が珍しいものを自らのために買い求める「自分チョコ」を行う者も2000年代以降増えている。
上記のような習慣について日本人自身が抱く感想はさまざまである。近年では意識調査も行われている。#意識調査を参照。
世界最大の恋愛・結婚マッチングサイト「マッチ・ドットコム ジャパン株式会社」は、2009年2月5日のプレスリリースにて「2月14日に愛のないチョコレートを形式的に贈答する『義理チョコ』をマッチ・ドットコム社内での配布禁止令」を発表した。
なお、2010年頃より、日本の花業界（主に花小売店）が「フラワーバレンタイン推進委員会」を結成し、バレンタインデーを「男性から女性に花を贈る日」として定着させようとする動きが起こっている。2012年2月には「初代Mr.フラワーバレンタイン」として、元サッカー日本代表の三浦知良選手（横浜FC、2012年当時）が選出され話題を呼んだ。
2012年には、愛知県内の中学校で、バレンタインデーでのチョコのやりとりが「校則違反」とされ、クラブ活動が活動停止となった事例もある。愛知県教育委員会などへは、保護者などから抗議の投書が多数寄せられており、また、有識者や教育関係者からは、配慮不足との声が多数出ている。その一方で、バレンタインは環境型セクハラに該当するため、禁止するのが妥当とする意見も近年では専門家から出されている。
バレンタインデーの市場規模は2017年以降、縮小傾向にある。2020年は前年比4％の増加が見られたが、2021年は前年比20％減の1050億円に留まる見通しである。
2019年末より発生した新型コロナウイルス感染症の流行は、バレンタインデーの在り方にも影響を与えた。
たとえば、プロバスケットボールチーム千葉ジェッツふなばしは感染防止の観点から2020年10月より飲食物の差し入れを禁止しており、2021年のバレンタインデーの際にはTwitter上で再度周知した。また、ゲーム会社スクウェア・エニックスは2020年12月より在宅勤務制度を本格化しており、緊急事態宣言が解除されていない中でのチョコレートの受け取りが難しいとの理由から、飲食物を贈らないでほしいと呼びかけた。

#### 意識調査
スマートアンサーが2016年に行った調査では、年代を問わず男性の過半数はチョコレートをもらえていないが、チョコレートを受け取った男性の大半がホワイトデーをお返しをしているという結果となった。
義理チョコについては、20代30代の男性は好意的な意見が多く見られるが、年代が上がるにつれ義理チョコに対する不快感を強く持つ男性が多くなる。これは、配偶者がいる男性までも他人の女性にプレゼントをすることを強要されているためであり、その分の金銭を、妻や子供に対するサービスに費やしたいと考えている男性にとっても、非常に人気がない。中には義務的なイベントを無理矢理作り出して、強制的に義理チョコを買わせるのは「非人道的な卑劣な商法である」といった痛烈な批判もある。
また、労働法の専門家によると、職場内におけるバレンタインデー・ホワイトデー・おごりの強要は『環境型セクシャルハラスメント』の温床とされており、危険性を指摘する声もある。性別を理由に一定の義務を課し、本人の意に反する行為を強要するわけであるから、環境型セクシャルハラスメントにあたる。しかも、女性のみならず男性も被害者になるセクシャルハラスメントである。
2006年2月にマクロミル社によって調査が行なわれ、全国の10代〜30代の1,030名の女性から回答を得た『バレンタインデーに関する調査』では、「日頃の感謝の気持ちを表す機会」が69%、次いで「コミュニケーションの円滑化」（49%）、「楽しい年中行事」（32%）という回答結果であった。反対に「義務的なイベント」と回答した人は23%に留まっており、義理チョコに対してポジティブなイメージを持っている人が多いという結果となった。
しかし2007年2月、同社による20歳以上39歳以下の会社員女性515名から回答を得た『バレンタインデーに関する調査』では「会社での義理チョコのやりとり、あった方がいい」が26%、「ない方がいい」が74%と、否定的なイメージがあり、調査年齢層の年齢が上がるほど、否定的傾向が顕著に強くなる調査結果となった。
2018年（平成30年）2月1日、日本経済新聞に『日本は、義理チョコをやめよう』と全面広告が掲載された。ゴディバ・ジャパンのシュシャン社長は「あげる人にとって楽しいバレンタインデーかどうか、それが最も重要なこと。義務感や形式や慣習からではなく、もっと自由に、感謝や愛情を表現する日として楽しんでいただきたい。」とコメントした。
2021年1月にインテージ社が行った調査では、本命チョコを用意すると答えた女性は7.7%に留まり、前年と比べて急減した。一方、自分のためにチョコを用意する女性は24.6％となり、前年と比べて増加した。
バレンタインデーにセクハラ・パワハラに近い感情を持つ人も出てきている。

### 西欧・米国

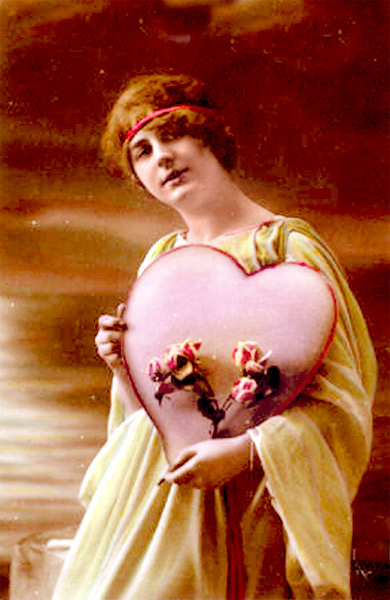
1910年のバレンタインデー・ポストカード

西ヨーロッパなどでは、男性も女性も、花やケーキ、カードなど様々な贈り物を、恋人や親しい人に贈ることがある日である。イギリスではカードには、「From Your Valentine（あなたの恋人より）」と書いたり、「Be My Valentine.（私の恋人になって）」と書いたりもする。
西欧・米国では、日本に見られるようなホワイトデー（バレンタインデーと対になるような日で日本が営利のために考案した）の習慣はない。
贈り物の種類はさまざまであるが、チョコレートも贈る習慣は、19世紀後半のイギリスではじまった。キャドバリー社の2代目社長リチャード・キャドバリーが1868年に美しい絵のついた贈答用のチョコレートボックスを発売した。これに前後して、キャドバリーはハート型のバレンタインキャンディボックスも発売した。これらのチョコレートボックス等がバレンタインデーの恋人などへの贈り物に多く使われるようになり、後に他の地域にこの風習が伝わっていった。
2010年に公開されたゲイリー・マーシャル監督のアメリカ映画「バレンタインデー」がある。ロサンゼルスでのバレンタインデーの1日を描いており、出演はアシュトン・カッチャー、アン・ハサウェイ、ジュリア・ロバーツ、テイラー・スウィフト、シャーリー・マクレーン、ジェシカ・アルバなどである。

### 北欧
スウェーデンはあまり広くは祝われておらず、パートナーに贈り物をする男性は40％、女性は48％に留まる。フィンランドやエストニアでは友人に花を贈る日と認識されている。フィンランドやデンマークでは西欧と同様に愛を誓う日とされている。

### 正教会が優勢な地域

#### 正教会におけるウァレンティヌス（ワレンティン）
聖ワレンティン（ウァレンティヌス）を崇敬する正教会の広がる地域では、西欧文化の影響を受けるまでこのような習慣はなかった。
そもそも正教会暦においては、3世紀に致命（殉教）した2名の聖職者であった聖ワレンティン（ウァレンティヌス）が記憶されているが、記憶日は2月14日ではなく、7月ないし8月である。
- 司祭致命者聖ワレンティン - 記憶日は7月6日（ユリウス暦を使用する正教会ではグレゴリオ暦の7月19日に相当）[51]
- 神品致命者主教ワレンティン - 記憶日は7月30日（ユリウス暦を使用する正教会ではグレゴリオ暦の8月12日に相当）[52]

また、3世紀に致命した聖ワレンティンはもう1名いるが、彼は聖職者ではなく、現代のブルガリアにおける兵士であった。記憶日は4月24日（ユリウス暦を使う正教会では5月7日に相当）。
いずれの聖ワレンティンについても、西欧に起源を持つ、恋人と関連付ける習慣は、正教会では特に行われない。
ただし、教会（正教会）内では祝われていないものの、商業主義により教会とは関係の無いイベントとして「バレンタインデー」が広がる傾向は、正教会が優勢な地域においても存在する。

#### ギリシャ
ギリシャではそれほど盛大に祝われているわけではないものの、商業主義によって年々規模が拡大する傾向がある。

#### CIS（独立国家共同体）諸国
CIS（独立国家共同体）諸国においてバレンタインデーが祝われ始めたのはソビエト連邦の崩壊後、1990年代に入ってからである。

### 中国
中華人民共和国では「情人節（チンレンジエ）」と呼ばれ、男性が恋人や妻にバラの花束を贈って祝う記念日となっている。旧暦7月7日も「七夕情人節」と呼ばれ、同様の記念日とされている。

### 台湾
中華民国では、大切の人と過ごす記念日として認識されており、デートをしたりホテルでディナーを取ることが多い。近年は日本の影響を受けて、男女問わず大切な人に贈り物をする人もいるため、そのお返しをするホワイトデー（白色情人節）も用意されている。

### 韓国
日本とほぼ同様である。バレンタインデーは女性が男性にチョコレートを渡すとともに告白をする日であり、3月14日には男性が女性に返礼をするホワイトデーも制定されている。さらに韓国では、4月14日には恋人のいない男女が黒い服を着て集う「ブラックデー」もある。

### ベトナム
ベトナムは中国と同様に男性が女性に尽くす日となっている。

### サウジアラビア
サウジアラビア人の大半は、近年までバレンタインデーの存在そのものを知らなかったが、外国文化の流入によって一般的に認知されるようになってきた。
2004年2月に、サウジアラビア最高位の宗教指導者であるアブドルアジズ・アール=アッシャイフが、バレンタインデー禁止のファトワーを出した。「バレンタインデーは偶像崇拝を行うキリスト教の祝祭であり、アッラーフを崇拝するムスリムがこの祝祭を祝うことは許されない、神の怒りと罰をおそれこの祝祭を忌み嫌い否定することがムスリムの義務である」と表明した。
このファトワーを受けて、サウジアラビアの宗教警察である勧善懲悪委員会は「バレンタインデーはイスラム教の教えに反する」として本格的な禁止措置に乗り出し、店頭からバレンタインデー関連の商品を撤去させたりしている。しかし、宗教的な禁止にもかかわらず、多くの人たちがバレンタインデーを行い、いくつもの業者が商品を販売している。
2009年2月11日に勧善懲悪委員会の委員を務めるサッターム・ビン・アブドゥルアズィーズ王子がサウジアラビア国営放送に出演して「バレンタインデーを祝うものには最高刑で死刑もありうる」と発言するなど、取締りの過激化へ向かう方向へ進んでいる（誤解を招く情報、且つ不適切な引用）。
このような経緯から、サウジアラビアではバレンタインデーは違法行為となって全面禁止されていたが、2018年にはシャリーアにおいて合法であるとの見解が出された。

## 派生した文化

### 日本
ホワイトデー
バレンタインデーの1か月後である3月14日を「ホワイトデー」としている。主に男性から女性へ返礼のプレゼントをする日で、代表的な贈り物はチョコレートに対してクッキー・マシュマロ・飴などである。
オレンジデー
近年では柑橘類生産農家などが4月14日を「オレンジデー」と呼び、恋人同士（男性女性とも）でオレンジを贈りあい愛情の確認をする事を提案しているが、2020年現在では社会への浸透は皆無に近い。
メンズバレンデインデー
下着業界では1991年に、9月14日を「メンズバレンタインデー」に制定しており、男性から女性に下着を贈る日としている。
メイストームデー
諺“八十八夜の別れ霜”より、バレンタインデーから88日後の5月13日を「メイストームデー」と呼び、別れ話を切り出すのに最適な日としているが、これも2020年現在では社会への浸透は皆無に近い。
セプテンバー・バレンタイン
女性から男性に別れを言い出してもいい日として9月14日を「セプテンバー・バレンタイン」と呼ぶ。関連曲に佐々木幸男の『セプテンバー・バレンタイン』（作詞：斎藤敦子 / 作曲：安部恭弘）がある。

### 韓国
ブラックデー
バレンタインデー及びホワイトデーで贈り物をもらえなかった（恋愛とは無縁に終わった）男女が集まって炸醤麺やブラックコーヒーを口にする日。4月14日に行われる。このほか、全ての月の14日が恋人にまつわる記念日となっている（韓国の非公式記念日を参照）。